# Kulam Baro
Kulam Baro is een bestuurslaag in het regentschap Pidie van de provincie Atjeh, Indonesië. Kulam Baro telt 622 inwoners (volkstelling 2010).